# Raja Segar

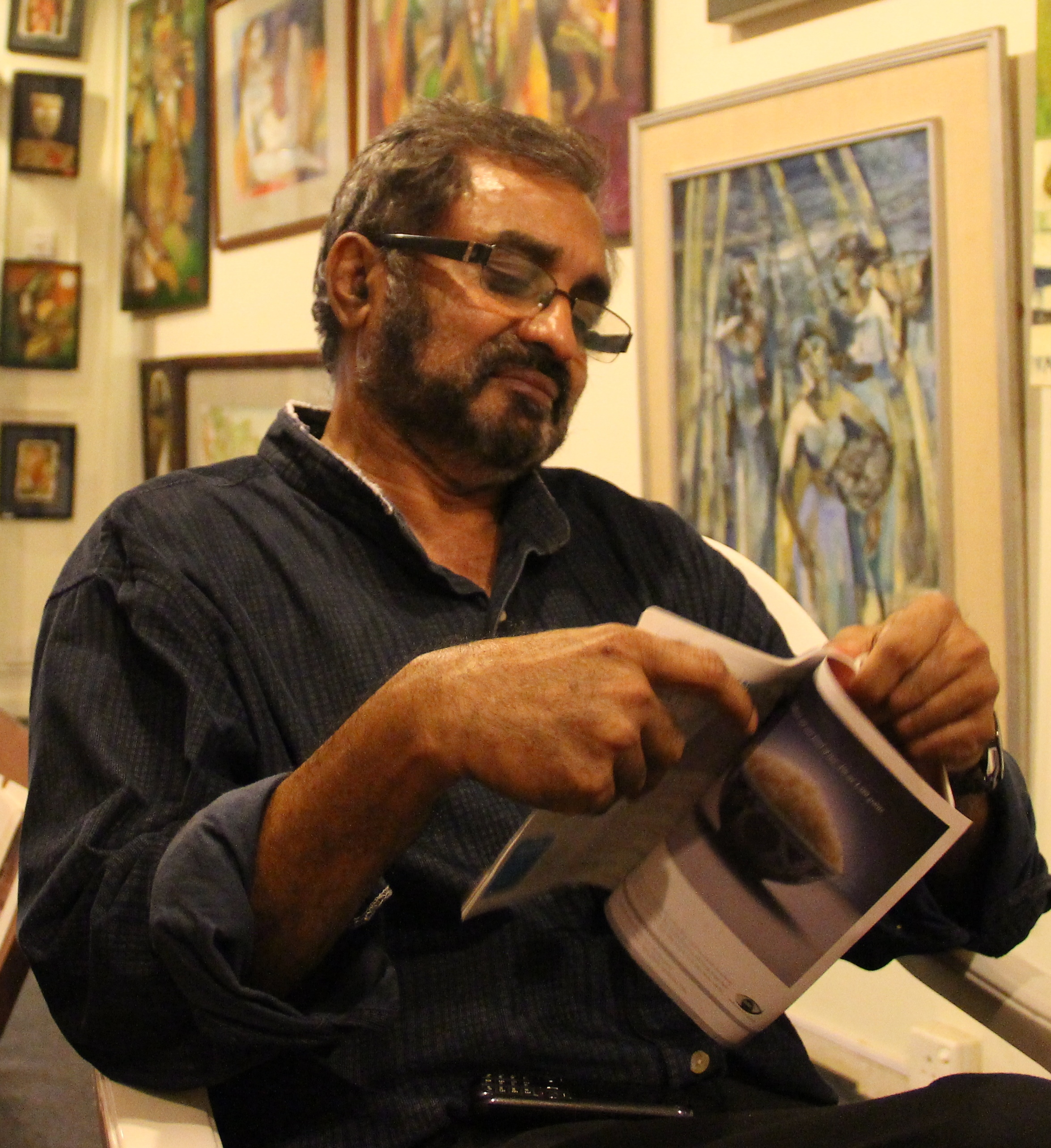
Raja Segar 2013

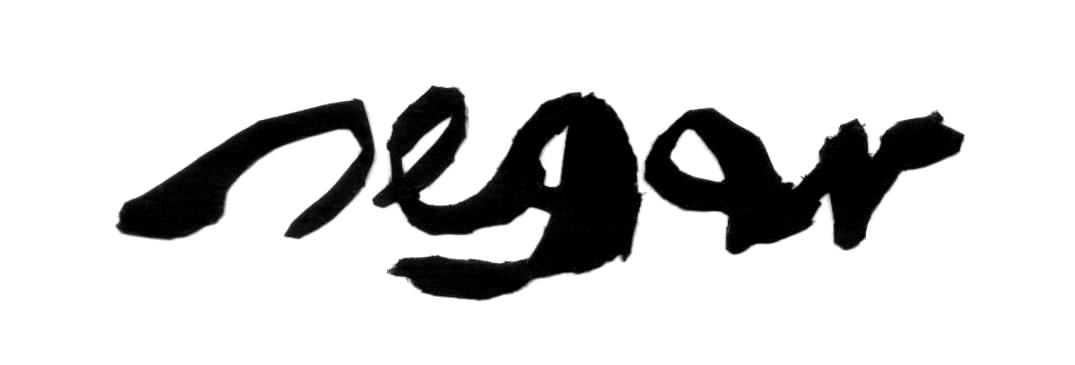

Raja Segar (* 4. Dezember 1951 in Colombo), auch kurz als Segar bekannt, ist ein Maler und Bildhauer aus Sri Lanka. Er ist Autodidakt.

## Leben und Werk
Nach dem Schulbesuch am St. Michaels College, Polwatte begann er im Alter von 19 Jahren in der Buchhaltung eines Getränkeproduzenten zu arbeiten. Während er sich auf seine Prüfungen im Bereich Buchhaltung vorbereitete, verbrachte er viel Zeit mit dem Selbststudium in der Bibliothek des British Council in Colombo. Er beschäftigte sich vor allem mit Büchern und Zeitschriften über Kunst und Künstler. In seinen Zeitungsinterviews gibt er an, die Bibliothek sei seine Kunsthochschule gewesen. Die eintönige Arbeit in der Buchhaltungsabteilung langweilte ihn mit der Zeit. Segar begann, seine eigenen Grußkarten zu entwerfen und bildete auf ihnen den Alltag in Sri Lanka ab.
Seine Karten wurden ein sofortiger Erfolg. Bis dahin waren die meisten Karten in Sri Lanka Kopien von Bildern aus westlichen Ländern. Kunstliebhaber, die seine Karten sahen, baten ihn auch große Gemälde zu machen. So wurde er zum Maler. Um seiner Kunst neuen Ausdruck zu verleihen, begann Segar zu experimentieren. Er beschäftigte sich mit dem Brechungseffekt des Lichts im abstrakten und figurativen Kubismus. Er arbeitet mit Aquarell- und Ölfarben und verwendet Mischtechniken. Im Bereich Skulptur verwendet er Stahl. Viele seiner Bilder zeigen Götter und religiöse Motive, Segar ist aber selbst Atheist.
Im Jahr 1988 hatte er nach einer gescheiterten Liebesbeziehung ernsthafte Suizidgedanken. Angeblich war es der Gedanke an mehr als 20 unsignierte Bilder, der ihn im letzten Moment von der Durchführung seines Planes abhielt.
Segar wohnt in einem Haus, das von der Architektin Minnette de Silva entworfen wurde. Die Idee zu diesem Haus hatte Segar als 12-jähriges Kind in seiner Phantasie entwickelt.

## Rezeption
Seine Werke wurden in Einzel- und Gruppenausstellungen in Australien, England, Indien und Sri Lanka gezeigt. Seine Kunst wurde auch in Zeitungen, Dokumentationen und Zeitschriften einschließlich Reader’s Digest gezeigt. Im Jahr 1996 hatte Segar seine 19. Einzelausstellung in Colombo. Den Verkaufserlös von mehr als US $ 5000 spendete er dem Treuhandfonds für die Neurochirurgische Abteilung des National Hospital von Sri Lanka. Seine Frau Vejeyashanthinie war im selben Jahr im Alter von 29 Jahren an Hirnstamm-Krebs verstorben. Seine berühmtesten Gemälde sind The Housing Scheme (1977) und Buddha (1987).

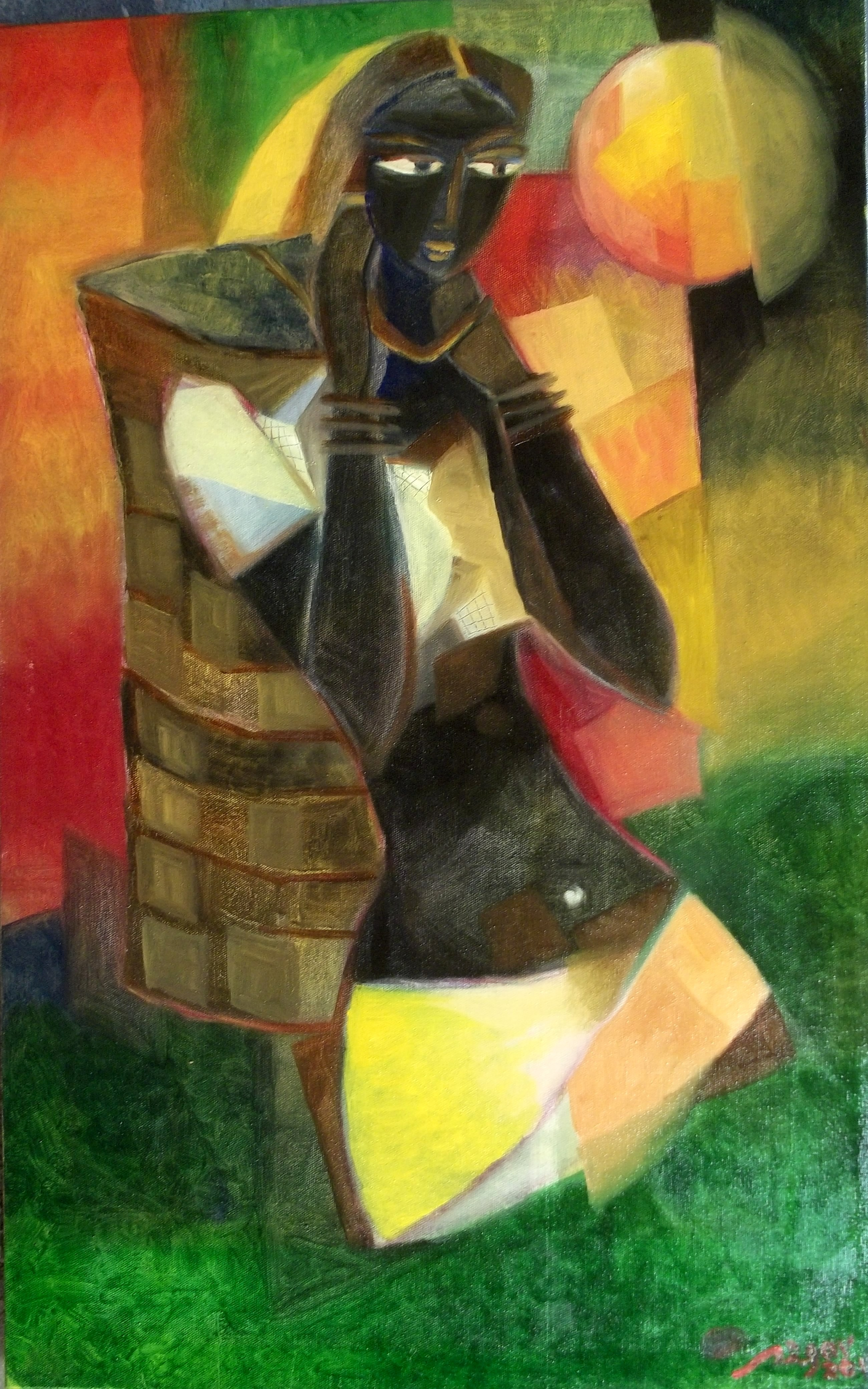
Schwarzer Tee Pflücker, Öl auf Leinwand 2007.
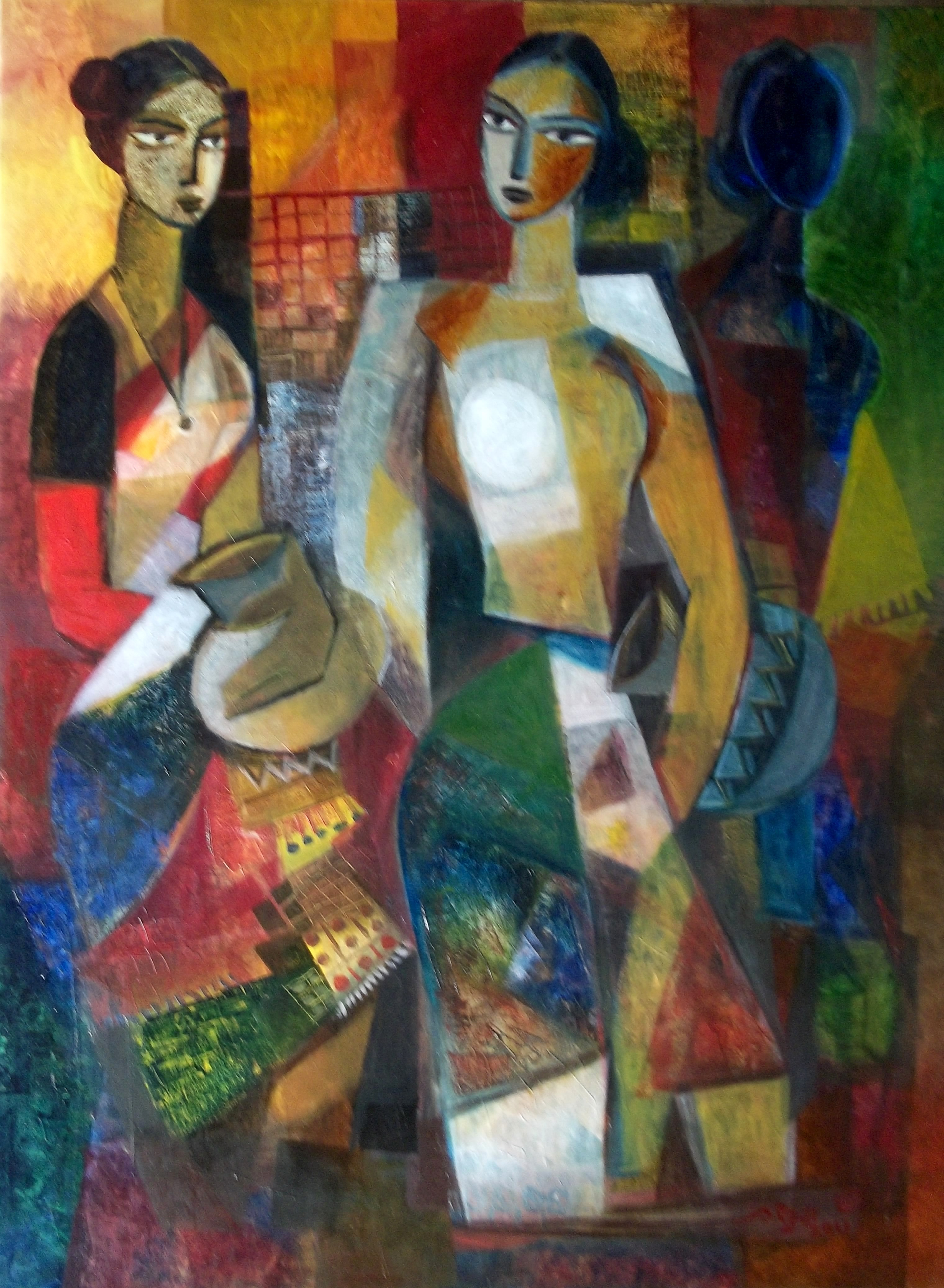
Frauen mit Töpfen, Öl 2011.
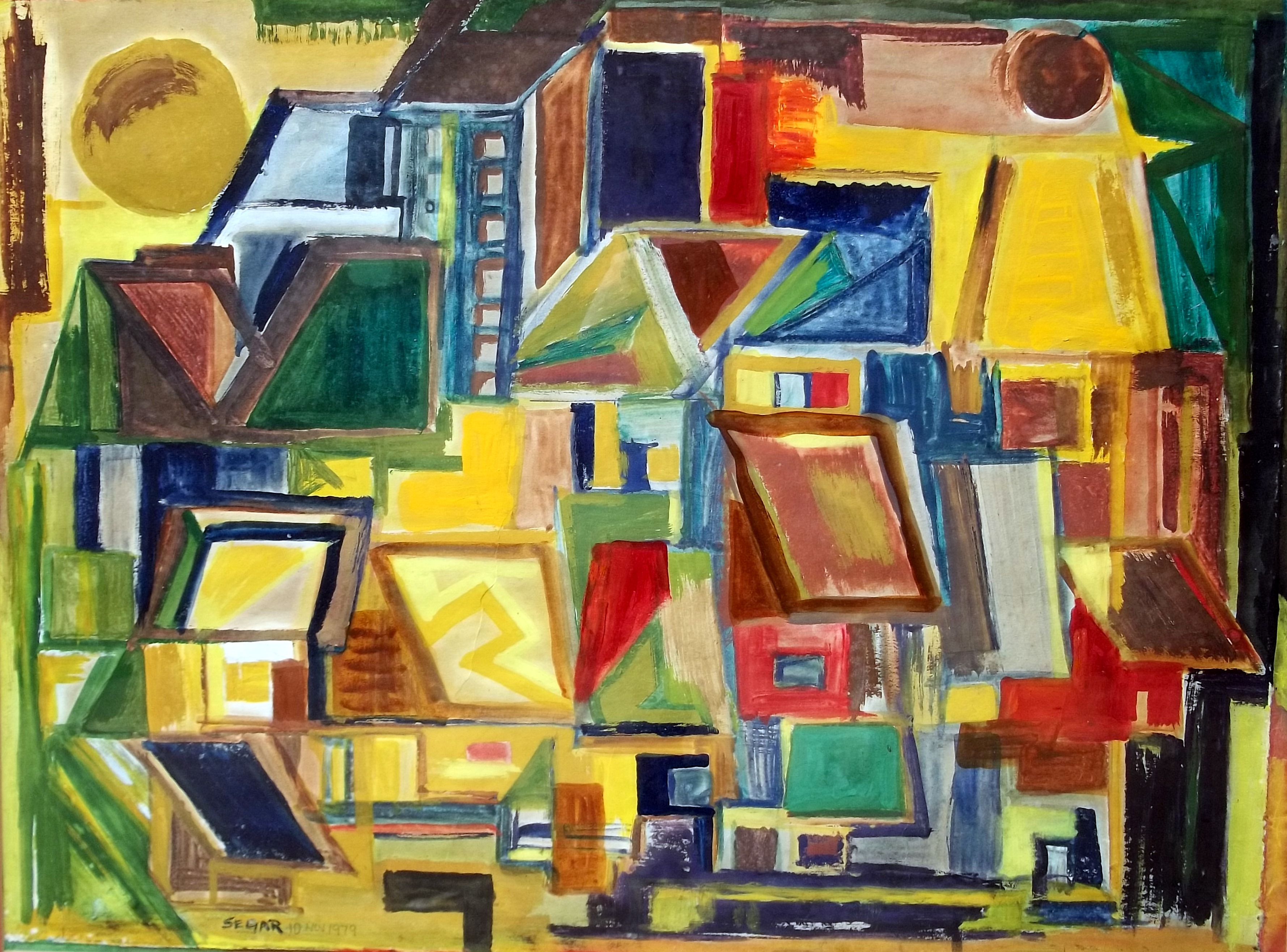
Das Gehäuse Scheme of Maligawatta, Aquarell 1979
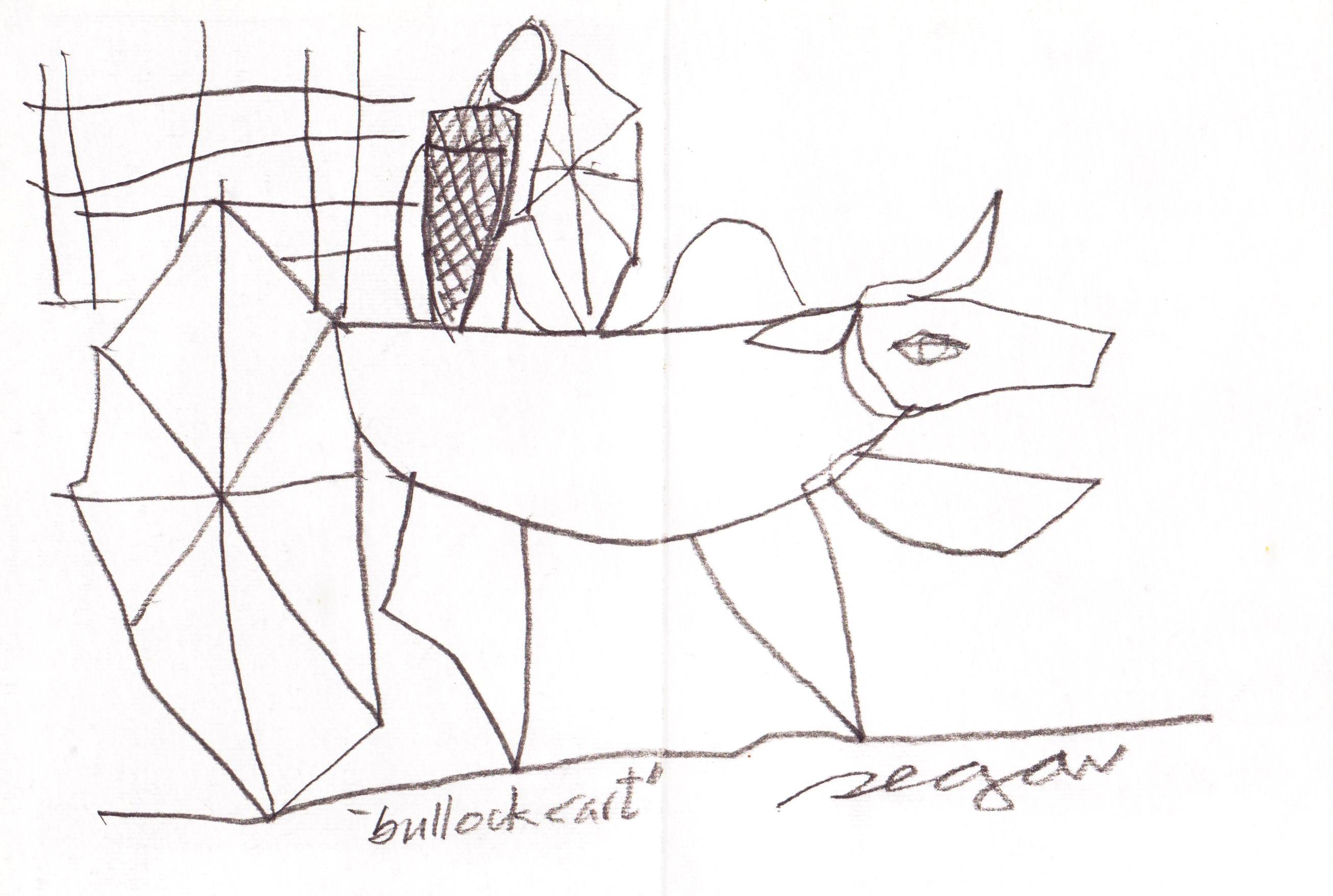
Zeichnung eines Bullock Cars,
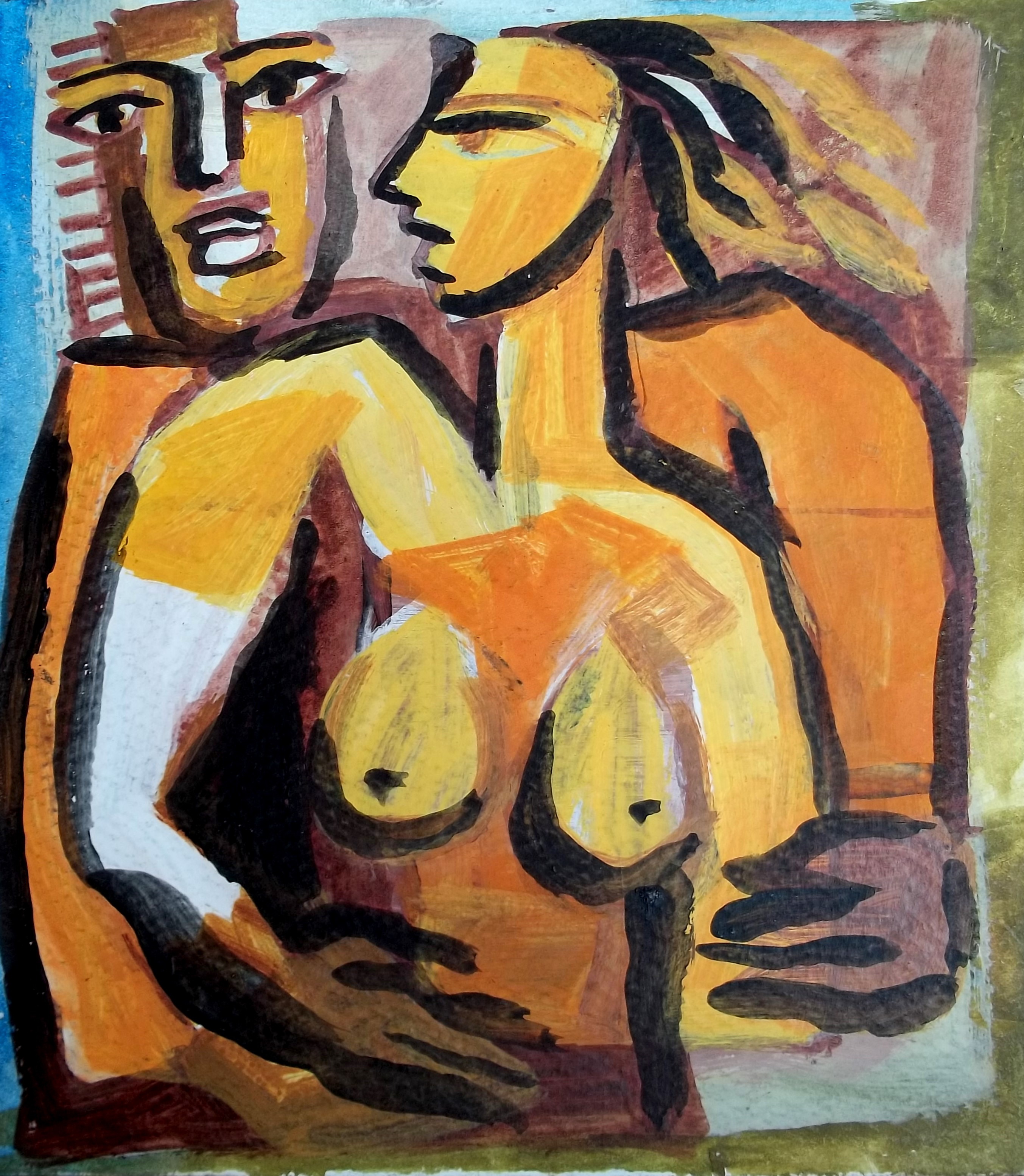
Lovers, Aquarell 2007
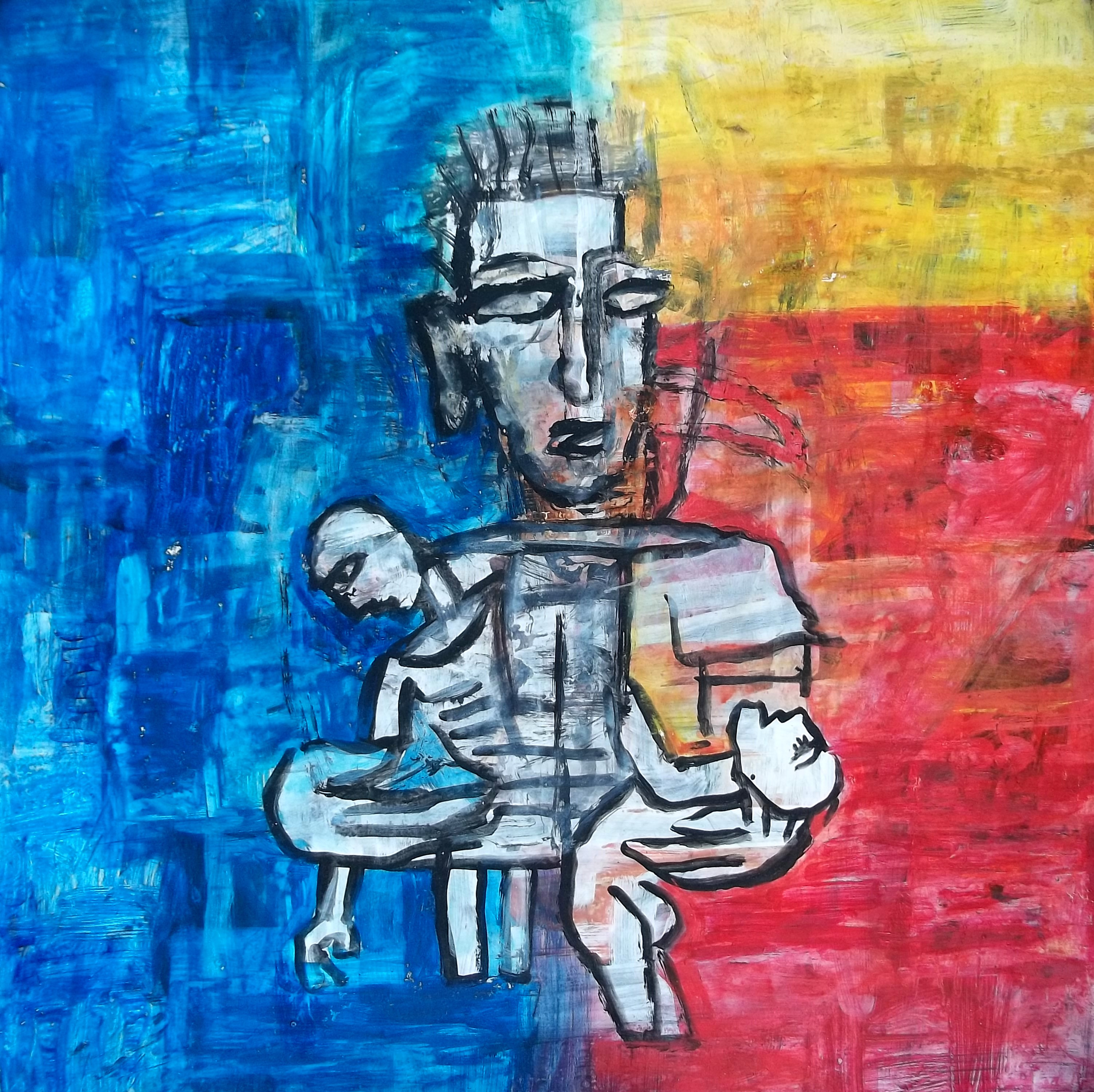
Tsunami survivors, Aquarell
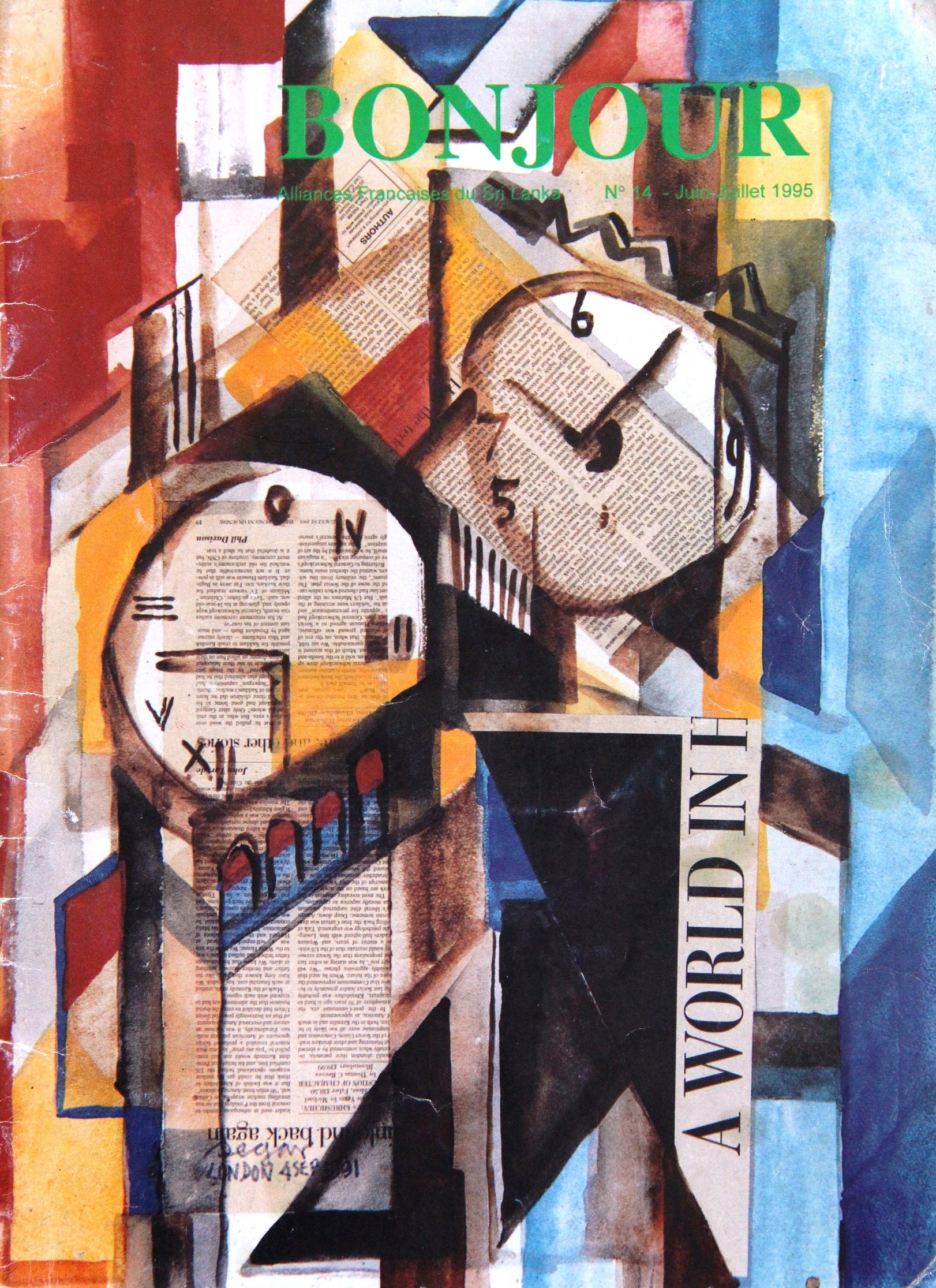
Bonjour Mag cover by Segar
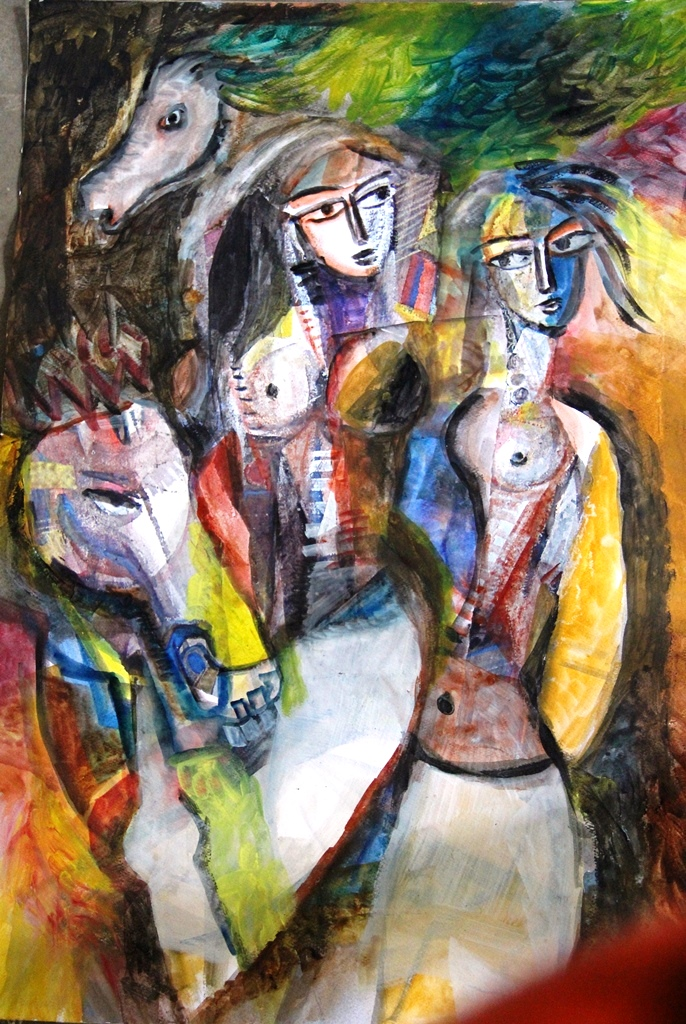
Zwei Pferde und ein Frauen

## Internationale Kunstausstellungen
- 1988 Chetana Gallery Bombay – India
- 1990 Mosman Gallery, Sydney, Australia
- 1991 Gallery 202 London W11 – England
- 1992 The Fiveway Gallery, Paddington, Sydney, Australia
- 1994 Arteast Gallery. Vancouver BE Canada
- 2002 Art Exquisite Raffles hotel – Singapur
- 2002 SAARC Artist meet – New Delhi, India
- 2003 Jamaat Art Gallery – Mumbai, India
- 2004 Women on top 'Jamaat Art Gallery’
- 2006 Lakshana Art Gallery, Chennai, India
- 2008 Delhi Diplomatic Art Circle, Delhi, India
- 2009 M.F.Husain Art Gallery, Delhi, India.
- 2010 Alankritha Art Gallery, Hyderabad, India.
- 2013 ION Gallery, Singapore

## Einzelausstellungen in Sri Lanka
- Lionel Wendt Art Gallery Colombo 1987 1988 1993 1996 1997 1999 2000
- British Council Colombo 1985
- Hotel Lanka Oberoi Colombo 1986
- Ramada Renaissance Colombo 1989 1991
- Alliance Francaise 1984 1985 1991 1993 1995 2009
- National Art Gallery Colombo 1992
- Gallery 706 Colombo 1994
- Segar Gallery web site inauguration 1998
- Bishops College Auditorium, Colombo 2002 http://www.saatchionline.com/art/Unknown-The-Fisher.../view -
- Felix gallery, Colombo 2004 http://www.sundayobserver.lk/2004/10/17/fea30.html
- Hermitage Gallery, Colombo, 2005 http://www.flickr.com/photos/sri_lankan_art/ -
- Cinnamon Lakeside Hotel Gallery-2009
- Horton Gardens Gallery-2011, Colombo http://www.thesundayleader.lk/.../thirty-sixth-one-man-show-for-raja-segar
- Exhibition and Autobiography Book release, Cinnamon Lakeside hotel, Colombo(21 July 2013)